# كورجون ويدغريني
كورجون ويدغريني (الاسم العلمي:Coregonus widegreni) (بالإنجليزية: Valaam whitefish)‏ هو نوع من الأسماك يتبع جنس الكورجون من فصيلة سمك السلمون.